# 重要基礎設施保安協調中心
重要基礎設施保安協調中心（英文：Critical Infrastructure Security Coordination Centre，縮寫：CISCC）於2011年12月22日成立，隸屬於香港警務處刑事及保安處保安部，其主要責任為防範恐怖襲擊及保護重要基礎設施，包括聯絡全香港各敏感設施及機構的負責人，為各重要基礎設施提供風險評估，測驗其保安漏洞，並且度身訂造保護計劃，以及協調相關機構改善，以不斷地加強防範恐怖襲擊。此外，亦為各機構提供顧問建議及培訓服務。有關重要基礎設施涵蓋反恐特勤隊日常負責反恐巡邏的逾400個目標單位，包括各香港地標建築物、領事館、醫院、大型公共運輸系統、水塘、電廠、煤氣庫、銀行及電訊體系等等。

## 組織
重要基礎設施保安協調中心由一名高級警司出任主管，由兩名警司出任副主管，編制為60名人員，包括3名總督察、18名高級督察/督察、18名警長和18名警員。

### 歷任主管
- 劉傑文
- 黃漢坤
- 何建華

## 歷史

### 前導
香港的內部保安持續地改善，惟考慮到香港為國際大都會，為很多國際企業的總部或者辦事處的根據城市，逾百個國家均在香港設立領使館或者榮譽領使。在政治層面上，香港是中華人民共和國的特別行政區之一，香港社會受到中國的整體國情所影響。
過往，針對處理重要基礎設施的風險評估事務均由各警區負責，出現時空及資源上局部限制。為了防患未然，加強各敏感重要基礎設施防範恐怖襲擊的能力，遏止一切可能在香港境內發生的恐怖活動，警務處特別就此制合了原先由不同部門所負責的事務，集中人力和資源，齊集於一個部門內。期望於未來，原本由警區負責的相關任務可以交由此新部門、反恐特勤隊、機場特警組、特別任務連、爆炸品處理組、刑事總部、相關香港政府部門及設施機構負責人；各司其職，以達致「預防、保護、戒備、追查、應變」的「反恐五步曲」。

### 籌備組織
2011年4月，警務處開始籌備成立基礎設施安保協調中心。同年11月，警務處處長曾偉雄表示重要基礎設施保安協調中心的近10名先任人員籌備就緒，準備於12月起正式運作。，由一名高級警司指揮。

### 成立
2011年12月22日，重要基礎設施保安協調中心成立。參考海外經驗、本地特點及因應威脅評估，重要基礎設施保安協調中心將香港的重要基礎設施分類，包括運輸、能源、金融、通訊系統、醫療及公用事業等等。根據風險評估結果，重要基礎設施保安協調中心率先展開研究香港運輸業界的運作及保安設施。與其他警務處部門及有關政府部門商討後，重要基礎設施保安協調中心確立香港運輸業界多座重要基礎設施，並且與主要的營運者展開了相關工作，以為於短期內進行風險評估，並且提供保安建議。2012年次季，重要基礎設施保安協調中心與香港能源及公用事業的營運者聯繫。
重要基礎設施保安協調中心分別於2015年1月6日和15日舉辦兩輪攜手合作加強重要基礎設施保安座談會，以加強與香港重要基礎設施營運者的聯繫網絡，促進交流重要基礎設施保安資訊及提升公營及私營機構在合作上的效率，合共逾400名來自逾百間香港公營和私營機構營運者代表出席。內容涉及簡介最新的國際安全形勢和近期各地涉及重要基礎設施的遇襲個案，及由各相關警務處單位分享其職能及與重要基礎設施保安相關的知識及資訊，當中包括由爆炸品處理課講解爆炸品的威力和處理可疑物品的注意事項、重點及搜查組講解在高風險威脅的情況下的防禦性搜查措施、反恐特勤隊講解重要基礎設施保安的安排、網絡安全中心講解網絡保全以及防止罪案科講解最新的防止罪案科技等等。

## 相關參見
- 指揮及控制中心
- 重大事件調查及災難支援系統
- 香港海事救援協調中心